# William Woolls
Le révérend William Woolls est un enseignant et un homme d’Église, ainsi qu’un botaniste amateur britannique, né le 30 mars 1814 à Winchester, Hants et mort le 14 mars 1893 à Burwood près de Sydney.

## Biographie
Il obtient un doctorat à Göttingen. Il est membre de la Société linnéenne de Londres en 1865. Il se rend en Nouvelle-Galles du Sud en 1832. Il travaille au King’s School de Parramatta puis à partir de 1836, Woolls enseigne les lettres au Sydney College. Il fonde à Parramatta une école privée. Il rejoint la Grammar School en 1857 et est ordonné prêtre en 1873, il a la charge de l’église épiscopalienne de Richmond de 1873 à 1883.
C’est son ami, le révérend James Walker (1794-1804), qu’il lui fait découvrir la botanique. Il correspond avec Ferdinand von Mueller (1825-1896).

## Source
- Ray Desmond (1994). Dictionary of British and Irish Botanists and Horticulturists including Plant Collectors, Flower Painters and Garden Designers. Taylor & Francis et The Natural History Museum (Londres).